# J. B. Bickerstaff
John-Blair « J. B. » Bickerstaff, né le 10 mars 1979, à Denver, au Colorado, est un entraîneur américain de basket-ball, actuellement à la tête des Pistons de Détroit au sein de la National Basketball Association (NBA). Il est le fils de l'ancien entraîneur NBA, Bernie Bickerstaff.

## Biographie
Bickerstaff a passé trois saisons, de 2004 à 2007, avec les Bobcats de Charlotte comme entraîneur adjoint, avant de passer quatre saisons, de 2007 à 2011, comme entraîneur adjoint pour les Timberwolves du Minnesota. Il est embauché comme entraîneur adjoint par les Rockets de Houston le 15 juillet 2011. Il a été nommé entraîneur principal intérimaire des Rockets le 18 novembre 2015, après le licenciement de Kevin McHale. Le même jour, il a fait ses débuts comme entraîneur contre les Trail Blazers de Portland avec une victoire 108-103 en prolongation.
Après la saison, Bickerstaff a informé les Rockets qu’il avait retiré son nom pour devenir l'entraîneur principal de l'équipe, mettant ainsi fin à son mandat avec les Rockets de Houston.
Le 8 juin 2016, les Grizzlies de Memphis ont embauché Bickerstaff comme entraîneur adjoint.
Le 27 novembre 2017, Bickerstaff est promu entraîneur principal intérimaire des Grizzlies après le renvoi de David Fizdale. Le 1er mai 2018, il est annoncé comme nouvel entraîneur en chef des Grizzlies. Pourtant prolongé pour trois saisons supplémentaires lors de l'été 2018, il est remercié par son club à la suite de la treizième place des Grizzlies dans la Conférence Ouest pour la saison 2018-2019.
Le 19 mai 2019, les Cavaliers de Cleveland l'ont nommé adjoint de l’entraîneur-chef, John Beilein. Le 19 février 2020, l’entraîneur principal, Beilein, a démissionné de son poste d’entraîneur en chef des Cavaliers, et Bickerstaff est annoncé à son remplacement. Le 10 mars 2020, les Cavaliers ont annoncé qu’ils s’étaient entendus sur un contrat pluriannuel avec Bickerstaff. Bickerstaff et les Cavs se séparent en mai 2024.
Il signe le 3 juillet 2024, un contrat pour prendre la tête de l'effectif des Pistons de Détroit.

## Statistiques
| Participation en playoffs |

| Équipe    | Année     | Saison régulière | Saison régulière | Saison régulière | Saison régulière | Saison régulière         | Playoffs | Playoffs  | Playoffs | Playoffs | Playoffs                                                          |
| Équipe    | Année     | Matchs           | Victoires        | Défaites         | %                | Classement               | Matchs   | Victoires | Défaites | %        | Résultat                                                          |
| --------- | --------- | ---------------- | ---------------- | ---------------- | ---------------- | ------------------------ | -------- | --------- | -------- | -------- | ----------------------------------------------------------------- |
| Houston   | 2015-2016 | 71               | 37               | 34               | 52,1             | 4e en division Sud-Ouest | 5        | 1         | 4        | 20,0     | Défaite contre les Warriors de Golden State au premier tour       |
| Memphis   | 2017-2018 | 63               | 15               | 48               | 23,8             | 5e en division Sud-Ouest | -        | -         | -        | -        | Pas de playoffs                                                   |
| Memphis   | 2018-2019 | 82               | 33               | 49               | 40,2             | 3e en division Sud-Ouest | -        | -         | -        | -        | Pas de playoffs                                                   |
| Cleveland | 2019-2020 | 11               | 5                | 6                | 45,5             | 5e en division Centrale  | -        | -         | -        | -        | Pas de playoffs                                                   |
| Cleveland | 2020-2021 | 72               | 22               | 50               | 30,6             | 4e en division Centrale  | -        | -         | -        | -        | Pas de playoffs                                                   |
| Cleveland | 2021-2022 | 82               | 44               | 38               | 53,7             | 3e en division Centrale  | -        | -         | -        | -        | Pas de playoffs                                                   |
| Cleveland | 2022-2023 | 82               | 51               | 31               | 62,2             | 2e en division Centrale  | 5        | 1         | 4        | 20,0     | Défaite contre les Knicks de New York au premier tour             |
| Cleveland | 2023-2024 | 82               | 48               | 34               | 58,5             | 2e en division Centrale  | 12       | 5         | 7        | 41,7     | Défaite contre les Celtics de Boston en demi-finale de conférence |
| Détroit   | 2024-2025 | 82               | 44               | 38               | 53,7             | 4e en division Centrale  | 6        | 2         | 4        | 33,3     | Défaite contre les Knicks de New York au premier tour             |
| Détroit   | 2025-2026 | -                | -                | -                | -                |                          | -        | -         | -        | -        |                                                                   |
| Total     | Total     | 627              | 299              | 328              | 47,7             |                          | 28       | 9         | 19       | 32,1     |                                                                   |